# Dick Francis
Richard Stanley Francis (Lawrenny, Gales, 31 de octubre de 1920 - Islas Caimán, 14 de febrero de 2010), conocido como Dick Francis, fue un reconocido y exitoso escritor de novelas de suspense en el mundo de las carreras de caballos, ambiente que conocía tras su etapa como jockey.
Escribió 42 novelas, traducidas a 20 idiomas, y vendió más de 60 millones de ejemplares.

## Infancia y juventud
Nacido en el sur de Gales, era hijo de un jockey.
Durante la Segunda Guerra Mundial, fue piloto de la RAF, pilotando cazas y bombarderos, incluyendo el Spitfire.

## Carrera como jockey
Tras dejar la RAF en 1946 se introdujo en el mundo de las carreras de caballos, convirtiéndose en un jockey estrella. Ganó más de 350 carreras, proclamándose campeón británico en la temporada 1953-54.
Desde 1953 a 1957 fue el jockey de la Reina Madre. En 1957 se vio obligado a retirarse tras una grave caída.

## Carrera como escritor
Su primer libro fue su autobiografía, The sport of Queens (1957). Esta primera incursión literaria le llevó a convertirse en corresponsal para las carreras del diario Londinense Sunday Express, cargo que ocupó durante 16 años.
La primera de 41 novelas escritas por él fue Verdad muerta, escrita en 1962. Su creación más conocida ha sido el detective Sid Halley. Entre sus novelas destacan Dinero Peligroso, Duelo por un amigo, Destrozado y Calor Mortal. Su última novela es Sedas, escrita en colaboración con su hijo Felix Francis.

## Vida personal
Tuvo dos hijos con su esposa Mary, que murió un mes después de escribir Destrozado (2000), debido a un infarto. Por esta razón, Dick Francis quiso dejar de escribir en 2006, cuando publicó la novela Bajo órdenes, el 7 de septiembre. Sin embargo, su hijo Félix Francis lo incito a escribir de nuevo.